# Морковный пудинг
Морковный пудинг — блюдо, традиционное для многих культур по всему миру. Это может быть несладкий, пикантный пудинг (в качестве дополнения к основному блюду) или сладкий десерт.
В английском рецепте, опубликованном в 1591 году, описывается «pudding in a Carret [sic] root», который по сути представляет собой фаршированную морковь с мясом, жиром, сливками, яйцами, изюмом, подсластителем (финиками и сахаром), специями (гвоздикой и мускатом), очищенной морковью и панировочными сухарями. В «The Oxford Companion to Food» писатель Алан Дэвидсон полагает, что в Европе морковь использовалась для приготовления сладких кексов. Это были предшественники морковного торта. Морковный пудинг подают в Ирландии по крайней мере с XVIII века. Его также подавали в Соединенных Штатах уже в 1876 году. Поскольку сладкие продукты были нормированы во время Второй мировой войны, морковный пудинг рассматривался в Великобритании как альтернатива. Позже морковный кекс стали рассматривать как «здоровую пищу». 

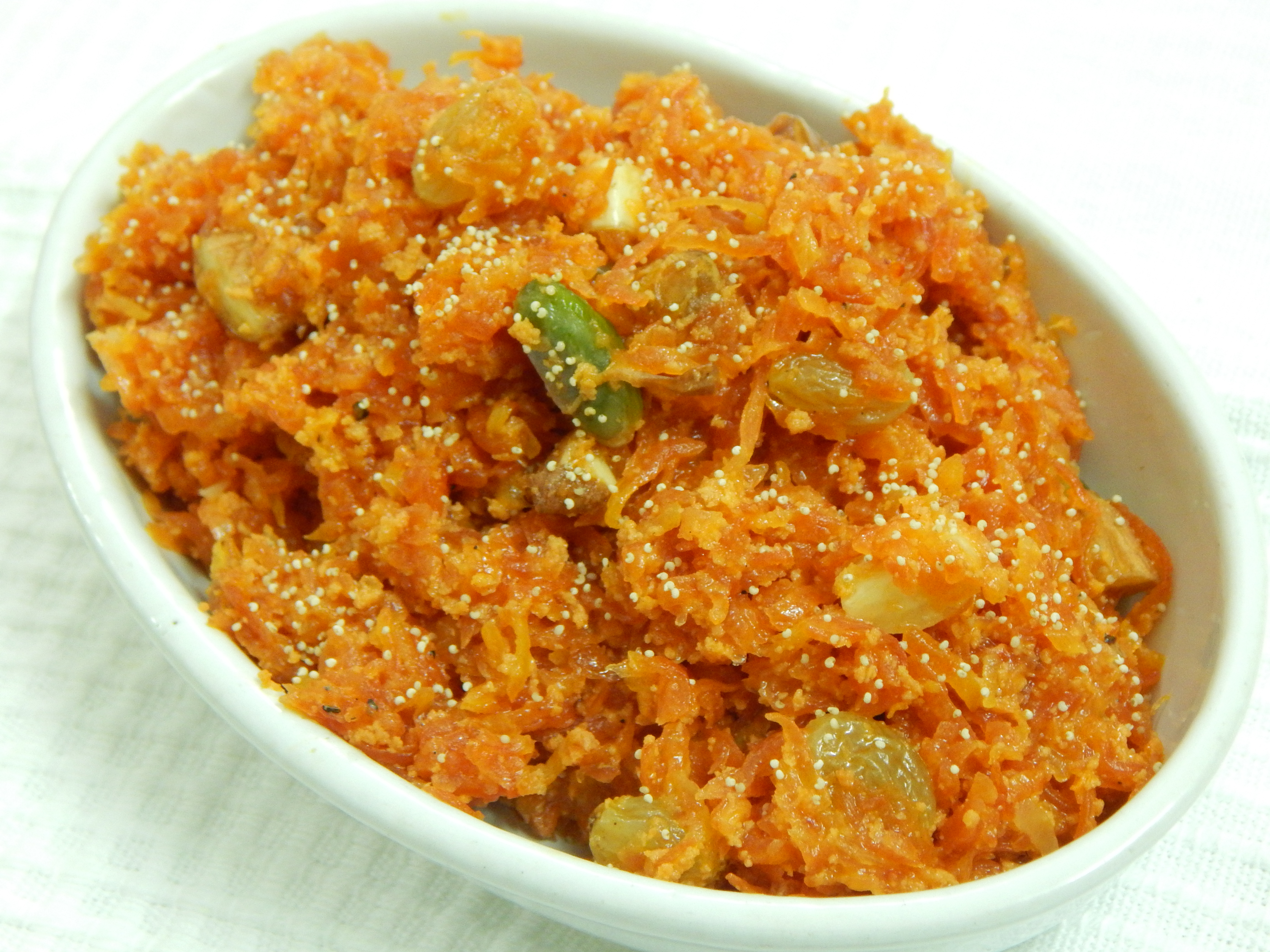
Индийский морковный пудинг или Gajar Ka Halwa

Сладкое блюдо/десерт из моркови, напоминающий пудинг и распространённый в основном в индийской кухне, называется Гаджар Пак (Gajar Pak) или Гаджрела (Gajrela) или Гаджар ка халва (Gajar ka halwa) .